# Sarita Watle
Sara Watle, más conocida como Sarita Watle fue una bailarina, vedette, cancionista y actriz de cine, radio y teatro argentina.

## Carrera
Watle fue una actriz exclusivamente teatral y radial, que incursionó  en solo un film durante la época de oro de la cinematografía argentina, junto a actores de la talla de Domingo Sapelli, María Esther Podestá, Alberto Terrones, Raúl Castro y Herminia Mancini.

## Filmografía
- 1936: Juan Moreira, con Max Citelli, Antonio Podestá, María Esther Podestá, Herminia Mancini y Adolfo de Almeida, entre otros.
- 1937: El escuadrón azul.[2]

## Radio
Ante el micrófono de la radio, Sarita Wattle ha consolidado sus prestigios de buena actriz y de mujer culta. Se destacó principalmente en Radio El Mundo, junto a actores como Milagros de la Vega, Mecha Ortiz, Martín Zabalúa, Ernesto Famá, Pablo Racioppi, Manolita Poli, Sara Prósperi y Gustavo Cavero.
Hizo el radioteatro de 1932, Los negocios de Viruta, con Alberto Anchart (padre) y Pablo Racioppi.
En 1944 actúa bajo la dirección de Marcos Caplán en Radiocomedias junto a Julián Bourges.
En Radio Splendid hizo el radioteatro, Nosotras las mujeres, de Nené Cascallar, con Celia Juárez, Graciela Lecube y Nydia Reynal.

## Teatro
Como cancionista se inició primeramente con el nombre artístico de Petit Pawlova, y alcanzó gran popularidad al componer el tango de Enrique Delfino, Quién tuviera quince abriles. Tuvo la oportunidad de cantar a lo largo de su carrera acompañada por importantes músicos de la época como Eduardo Bianco y  Víctor Lomuto.
También  hizo varias giras por el exterior del país, principalmente en Chile, siendo tapa de la popular Revista Sintonía.
En 1924 trabajó en Paris en el dancing "Palermo" con Juan Raggi y Horacio Pettorossi.
Watle asumió el canto desde el escenario teatral al igual que actrices como Iris Marga, Manolita Poli o Marcela Waiss. Se lució en obras acompañada por legendarias actrices como Eva Franco, gran amiga suya, Tita Merello y el animador Iván Casadó.
Debido a su dotes de bailarina profesional fue una destacada primera vedette junto a la española Carmen Lamas, Irvin Sisters, y Martalde. En 1933 hizo una obra en el Teatro Coliseo con la vedette Carmen Olmedo, la cancionista Lila Morales y el actor José Harold.
En 1936 hace la versión teatral del radioteatro Fuegos artificiales de Ivo Pelay, estrenada en el Teatro Avenida, junto con Ernesto Famá, Pablo Racioppi, Miguel Gómez Bao, Sara Prósperi, Concepción Sánchez, Maruja Pais,  entre otros.